# Teledapus aranea
Teledapus aranea là một loài bọ cánh cứng trong họ Cerambycidae.